# Graun im Vinschgau

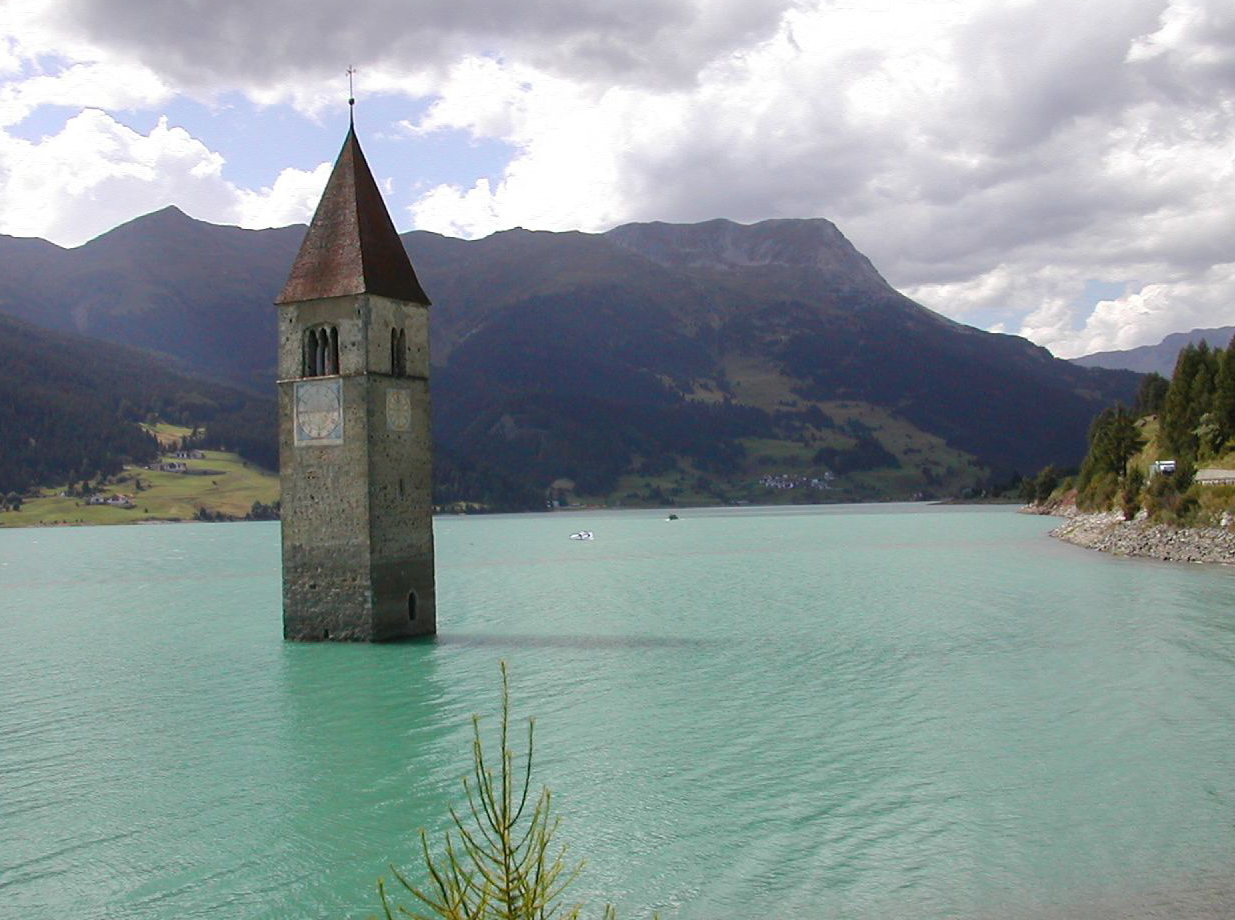
Alt-Grauns kyrktorn i Reschensee.

Graun im Vinschgau (tyskt uttal: [ˈɡraʊn ɪm ˈfɪnʃɡaʊ], italienska: Curon Venosta [kuˈroɱ veˈnɔsta]) är en ort och kommun i provinsen Sydtyrolen i regionen Trentino-Sydtyrolen i norra Italien. Den är belägen cirka 70 kilometer nordväst om Bolzano vid gränsen till Österrike och Schweiz. Kommunen har 2 379 invånare (2024), på en yta av 209,65 km². Enligt 2024 års folkräkning talar 97,35 % av befolkningen tyska, 2,60 % italienska och 0,04 % ladinska som modersmål.
Resterna av Alt-Graun (Gamla Graun) befinner sig på botten av Reschensee (italienska: Lago di Resia). Endast klocktornet till 1300-talskyrkan Sankta Katharina har bevarats.

## Orter
Orter (località) i kommunen Graun im Vinschgau med fler än 20 invånare (inom parentes invånarantal 2021):

- Kapron/Caprone (38)
- Graun im Vinschgau/Curon Venosta (284)
- Reschen/Resia (644)
- St. Valentin auf der Haide/San Valentino alla Muta (649)
- Pedross/Pedrossi (48)
- Kaschon/Casone (54)
- Dörfl/Monteplair (98)